# A Belko-kísérlet
A Belko-kísérlet (eredeti cím: The Belko Experiment) 2016-ban bemutatott amerikai horror-thriller film, melyet Greg McLean rendezett és James Gunn írt, aki Peter Safran mellett a film producere is. A főszereplők John Gallagher Jr., Tony Goldwyn, Adria Arjona, John C. McGinley, Melonie Diaz, Josh Brener és Michael Rooker.
A film forgatása 2015. június 1-én kezdődött Bogotában (Kolumbia) és a következő hónapban fejeződött be.
Világpremierjét a Torontói Nemzetközi Filmfesztiválon tartották 2016. szeptember 10-én, majd az Amerikai Egyesült Államokban 2017. március 17-én hozta forgalomba a Blumhouse Tilt és az Orion Pictures.
Általánosságban vegyes értékeléseket kapott a kritikusoktól, világszerte több, mint 11 millió dolláros bevételt termelt, ami az 5 milliós költségvetésével szemben jó eredménynek számít. A Metacritic oldalán a film értékelése 44% a 100-ból, ami 21 véleményen alapul. A Rotten Tomatoeson a Belko-kísérlet 53%-os minősítést kapott, 105 értékelés alapján.
A film végigkövet nyolcvan olyan embert, akik külföldön dolgoznak a Belko nevű vállalatnál Bogotában (Kolumbia). Aznap a munkahelyre érkezésük során bezárják őket az irodaházba, és egy titokzatos hang bejelenti, hogy meg kell kezdeniük egymást gyilkolni.

## Cselekmény
Mike Milch (John Gallagher Jr.) Belko vállalat alkalmazottat megállítja néhány utcai árus a munkájába menetele során, akik saját készítésű babákat árusítanak. Szintén a Belko vállalat munkatársa, Barry Norris (Tony Goldwyn) megérkezik a Bogotában (Kolumbia) található irodaházhoz, ahol ismeretlen biztonsági őrök szigorú ellenőrzés mellett átmenetileg senkit sem engednek be az épületbe. Az új alkalmazott, Dany Wilkins (Melonie Diaz) megkezdi első munkanapját és elmondják neki, hogy minden Belko-alkalmazott koponyájának tövébe nyomkövető eszközt ültettek be, ha valami történne velük.
Evan Smith (James Earl), a Belko vezető biztonsági őre nem tudja, kik az új biztonsági őrök a cégnél. Amint az összes alkalmazott megjelenik, a kaputelefon hangja arra utasítja őket, öljék meg két munkatársukat, mert különben következmények lesznek. Több ember próbál elmenekülni az épületből, de acél redőnyökkel zárják le a falakat és az ablakokat. Először figyelmen kívül hagyják a bejelentést, azt hiszik tréfa, de miután a meghatározott idő lejár, és a két személy nem halt meg, helyettük négy alkalmazott veszti életét, a nyomkövetőikbe rejtett robbanóanyagokkal, ami szétrobbantja a fejüket. Mike szőnyegvágóval próbálja eltávolítani a nyomkövetőt. A hang figyelmezteti, ha nem hagyja abba tíz másodpercen belül, ő is meghal.
A hang elmondja a csoportnak, ha harmincan nem halnak meg két órán belül, hatvan embert fog megölni. Két csoportra oszlanak, az egyiket Mike vezeti, aki úgy véli, nem kell gyilkolni, a másikat pedig Barry Norris vezérigazgató-helyettes, aki az életben maradásért követi az utasításokat. Barry és csapata; Wendell ügyvezető (John C. McGinley), Terry (Owain Yeoman), Antonio (Benjamin Byron Davis) és Bradley (Andres Suarez) alkalmazottak megpróbálják megolvasztani a fegyverraktár zárját, a fegyverekhez való hozzáférés érdekében. Mike és csoportja, beleértve barátnőjét; Leandra Florez (Adria Arjona), Evan és alkalmazottai, Keith (Josh Brener), Leota (Gail Bean), Peggy (Rusty Schwimmer), Vince (Brent Sexton) és Roberto (David Del Rio) transzparenseket próbálnak felakasztani a tetőről segítségül hívásként, ám a kinti katonák rájuk lőnek. Barry, Wendell és Terry lecsapnak a csoportra a lépcsőn, megölik Evant és elviszik a kulcsait a fegyvertárhoz.
A mostanra felfegyverzett csoportjával, Barry és Wendell harminc embert kiválaszt, köztük Mike-ot és Peggyet, arra kényszerítve mindenkit, hogy sorban térdeljenek le egyesével. Tarkólövéssel elkezdik végrehajtani a mészárlást. Az alagsorban bujkáló Dany látja az eseményeket, ezt követően lekapcsolja az épület lámpáit, mielőtt Mike-ot és még több embert megölnének. Az alkalmazottak azonnal fedezékbe futnak, amikor Barry és a csoport lövöldözni kezdenek, viszont még több ember veszti életét. Az alkalmazottak együttes erővel megölik Bradley-t és Antoniót. Ez idő alatt Dany bemegy Roberto mellé a liftbe.
Barry és Wendell vadásznak a menekülő alkalmazottakra, a hang közli velük, hogy csak huszonkilencen vesztették életüket. Ezt követően elfogy a két órás határidő. A hang kijelenti, további harmincegy ember fog meghalni, köztük Terry, Leota, Peggy és Keith, így tizenhat túlélő marad életben. Ezután a hang tájékoztatja őket a végső feladatról; megkímélik azt az alkalmazottat, aki egy órán belül a legtöbb embert öli meg. Barry rátalál Danyre és Robertóra a lift aknájában. Danynek sikerül megszöknie, viszont Robertót összenyomja a lift. Leandra megtalál két alkalmazottat, Martyt (Sean Gunn) és Chetet (Abraham Benrubi), akik más módszerekkel meghalt emberek fejéből összegyűjtik a fel nem robbant nyomkövetőket. Azt mondják neki, hogy a fal felrobbantására tervezik őket. Wendell azonban megöli a két férfit. Leandra megöli Wendellt, így maradt az utolsó hat túlélő: Vince, Mike, Barry, Dany, Leandra és a büfés hölgy Leezle, akit nem sokkal később megölnek. Barry lelövi Vince-t és Dany-t, majd Leandrát is. A haldokló nő szerelmet vall Mike-nak.
A feldühödött Mike harcolni kezd Barryvel, majd összezúzza a koponyáját egy szigszalagadagolóval. Mivel ő az egyedüli túlélő, az épületet kinyitják és a katonák a szomszédhangárhoz kísérik. Ott találkozik személyesen a Hanggal (Gregg Henry), aki szerint ők az emberi viselkedést tanulmányozó nemzetközi szervezet tagjai. Amikor kollégáival elkezdik kérdezni Mike-ot az érzelmi és mentális állapotáról, Mike észreveszi a kapcsolópanelt, ami a nyolcvan alkalmazottért felel. Miután eltette az összegyűjtött nyomkövetőket, titokban a katonákra és a hangra tette, majd átfordít minden aktív kapcsolót, kivéve a sajátját. A nyomkövetők felrobbannak, megölik a katonákat és megsebesítik a Hangot. Mike fegyvert ragad és végez a megmaradt katonákkal. A Hang megpróbál érvelni Mike-nak és apellálni az erkölcsi meggyőződésére, de Mike szó nélkül megöli. Ezután sokkos állapotban elhagyja a raktárat. A kamera nézete egyre jobban kisebbül, majd kiderüljön, Mike egyike a hasonló kísérletek egyedüli túlélőinek, és egy másik csoport biztonsági kamerákon keresztül figyel mindenkit. Egy új hang kijelenti: "vége az első szakasznak, kezdődhet a második szakasz".

## Szereplők
| Szerep                                                              | Színész              | Magyar hang          |
| ------------------------------------------------------------------- | -------------------- | -------------------- |
| Mike Milch, Belko vállalat alkalmazott.                             | John Gallagher Jr.   | Ember Márk           |
| Barry Norris, Belko vezérigazgató és a különleges erők ex-katonája. | Tony Goldwyn         | Kálid Artúr          |
| Leandra Florez, Norris asszisztense.                                | Adria Arjona         | Nagy Katica          |
| Wendell Dukes, társaságban esetleg vezető.                          | John C. McGinley     | Nagypál Gábor        |
| Dany Wilkins, Belko új alkalmazottja.                               | Melonie Diaz         | Molnár Ilona         |
| Terry Winters                                                       | Owain Yeoman         | Hajdu Steve          |
| Marty Espenscheid, büfés.                                           | Sean Gunn            | Ágoston Péter        |
| Vince Agostino, Belko főnöke.                                       | Brent Sexton         | Várkonyi András      |
| Keith McLure, technikus dolgozó.                                    | Keith McLure         | Kenéz Ágoston        |
| Alonso "Lonny" Crane, Melks karbantartó munkása.                    | David Dastmalchian   | Nagy Dániel          |
| Roberto Jerez                                                       | David Del Rio        | Nikas Dániel         |
| Hang                                                                | Gregg Henry          | Kaszás Gergő         |
| Bud Melks, Belko karbantartó-vezető.                                | Michael Rooker       | Harsányi Gábor       |
| Peggy Displasia, Milch titkárnője.                                  | Rusty Schwimmer      | Kocsis Mariann       |
| Leota Hynek, munkás, aki barátkozik Wilkinsszel.                    | Gail Bean            | Dobó Enikő           |
| Evan Smith, Belko egyetlen biztonsági őre.                          | James Earl           | Csík Csaba Krisztián |
| Chet Valincourt, Espencheid legjobb barátja.                        | Abraham Benrubi      | N/A                  |
| Ross Reynolds, Belko értékesítési képviselő.                        | Valentine Miele      | Kapácsy Miklós       |
| Brian Vargas, tolmács.                                              | Stephen Blackehart   | N/A                  |
| Antonio Fowlers                                                     | Benjamin Byron Davis | Varga Rókus          |
| Helena Barton                                                       | Silvia de Dios       | Ősi Ildikó           |
| Lorena Checo                                                        | Cindy Better         | N/A                  |
| Leezle Freemont, büfés dolgozó.                                     | Lorena Tobar         | N/A                  |
| Tyson Moon                                                          | Joe Fria             | Bácskai János        |
| Raziya Memarian, Agostino asszisztense.                             | Mikaela Hoover       | N/A                  |
| Agnes Meraz                                                         | Maruia Shelton       | N/A                  |

## Megjelenés
A film világpremierje a Torontói Nemzetközi Filmfesztiválon volt 2016. szeptember 10-én. Röviddel ezután az Orion Pictures és a BH Tilt megszerezte a film terjesztési jogait az Amerikai Egyesült Államokban, és 2017. március 17-én ki is adták azt. 2017. április 15-én került bemutatásra az Egyesült Királyságban.